# Дава Дем
Дашо Дава Дем (Дзонкха: ཟླ་བ་སྒྲོལམོ ; 16 травня 1944 року – 15 лютого 2018) - бюрократка у Королівстві Бутан, що займала посади в різних органах влади, зокрема, у Королівському секретаріаті, адміністрації району Тхімпху, Міністерстві закордонних справ і Королівській консультативній раді, протягом двох десятиліть, з 1965 по 1985 рік. Вона сприяла створенню Національної жіночої асоціації Бутану в 1981 році, була призначена її секретаркою у 1985 році. Вона вийшла на пенсію в 2009 році і померла в 2018 році.

## Раннє життя
Дашо Дава Дем народилася 16 травня 1944 року в Такчу Гоенпа в районі Хаа. У Хаа вона була однією з перших бутанок, які здобули сучасну освіту, відвідуючи школу з 1956 по 1963 рік. Далі навчалася в різних індійських школах за стипендією уряду Бутану.

## Державна служба
Дава Дем почала свою кар'єру в Королівському секретаріаті в Бутані 1 червня 1965 року як особиста секретарка. У жовтні 1967 року її підвищили до Рамджама (помічниця окружного магістрата/головного виконавчого директора) в адміністрації району Тхімпху, де вона працювала до липня 1971 року. У 1971 році була переведена до новоствореного Міністерства закордонних справ, де працювала протокольною офіцеркою до 1973 року. Потім її підвищили до радниці в нині неіснуючій Королівській дорадчій раді, посаду, яку вона обіймала до 1985 року.
Дава Дем була першою жінкою Рамджам у Бутані. Після її призначення Рамджамом у 1967 році вона отримала почесне звання Дашо в Тхімпху від третього Друка Гьялпо з Бутану Джиґме Дорджі Вангчука. Окрім того, що вона була першою жінкою Рамджам, вона також була першою жінкою, яка приєдналася до державної служби Бутану та стала королівською радницею. Вона залишається однією з небагатьох жінок, які отримали титул Дашо.

## Інші види діяльності
На посаді Рамджам, Дава Дем відвідувала дипломний курс розмовної англійської мови в Австралії в 1971 році. Пізніше вона пройшла курс з державного управління в Інституті державного управління в Японії в 1973 році.
Дава Дем допомогла створити Національну жіночу асоціацію Бутану (NWAB) у 1981 році Вона була призначена його секретаркою 23 лютого 1985 року після перебування на посаді королівської консультативної радниці. NWAB є головною жіночою асоціацією в Бутані. Вона пішла з посади голови NWAB у 2009 році.
Дава Дем брала участь у Конференції Десятиліття ООН у 1985 році та на Четвертій Всесвітній конференції щодо жінок у 1995 році.

## Смерть
Дава Дем померла у віці 73 років 15 лютого 2018 року в Національній реферальній лікарні Джігме Дорджі Вангчука в Тхімпху. Її кремували 26 лютого. Таємна рада Бутану у своєму прес-релізі заявила
Бутанці будуть цінувати і пам'ятати її за її самовіддану відданість і служіння країні.